# Pirovški zaliv
Pirovški zaliv (hrvaško Pirovački zaljev) je zaliv v Jadranskem morju na Hrvaškem. Nahaja se v severni Dalmaciji, v Šibensko-kninski županiji, severno od otoka Murter. Obala in otoki, ki ga obdajajo, so razdeljeni med občine Murter-Kornati, Tisno in Pirovac.